# Silent Heart – Mein Leben gehört mir
Silent Heart – Mein Leben gehört mir (Originaltitel: Stille hjerte) ist ein dänischer Spielfilm von Bille August aus dem Jahr 2014. Das Drama behandelt die Problematik der aktiven Sterbehilfe.

## Handlung
Esther, eine ältere Dame, die an Amyotropher Lateralsklerose erkrankt ist, hat mit Einverständnis ihrer Familie beschlossen, ihrem Leben mit Hilfe von Tabletten ein Ende zu setzen. Zuvor möchte sie noch einmal ein Wochenende mit all ihren Lieben verbringen: Im Elternhaus erscheinen die ältere Tochter Heidi mit Ehemann Michael und Sohn Jonathan, die jüngere Tochter Sanne mit Freund Dennis sowie Esthers lebenslange Freundin Lisbeth. Esther möchte mit den Gästen ein vorgezogenes Weihnachtsfest feiern, ehe ihr Ehemann Poul, ein ehemaliger Arzt, ihr nach Abreise der Gäste am Sonntagabend die tödliche Dosis verabreichen soll.
Während Heidi die Pläne ihrer Mutter zunächst vorbehaltlos unterstützt, kann die psychisch labile Sanne nur schwer mit der Situation umgehen. Ihre Beziehung zu Dennis, der seinen Drogenkonsum unverhohlen auslebt, schwankt seit Jahren zwischen Trennung und erneuter Versöhnung. Schließlich kündigt Sanne an, einen Krankenwagen rufen zu wollen, sobald ihre Mutter die Tabletten genommen hat. Als Heidi durch Dennis davon erfährt, versucht sie, ihre Schwester von diesem Vorhaben abzubringen.
In der Nacht zum Sonntag beobachtet Heidi zufällig, wie Poul und Lisbeth sich küssen. Sie zweifelt plötzlich daran, dass ihr Vater die Situation noch richtig beurteilen kann. Am Morgen offenbart sie Sanne ihre Beobachtung. Da Esther stets betont hat, die Familie müsse sich bezüglich ihres geplanten Todes einig sein, beschließen die Schwestern, von der Vereinbarung zurückzutreten. Sie konfrontieren Esther mit dieser Entscheidung, die jedoch sagt, dass es zu spät sei. Die wütende Heidi ruft daraufhin einen Krankenwagen. Als Poul sie deshalb zur Rede stellt, konfrontiert sie ihn mit ihrer nächtlichen Beobachtung. Daraufhin offenbaren er und Esther, dass seine Beziehung zu Lisbeth auf Esthers ausdrücklichen Wunsch zurückgeht, damit beide nach ihrem Tod nicht vereinsamen. Da Heidi am Telefon nur gesagt hat, dass eine Person im Haus Schlafmittel genommen habe, beschließt Sanne, die Psychopharmaka nimmt, mit dem Krankenwagen mitzufahren. Dennis begleitet sie; die übrigen Gäste verabschieden sich von Esther und Poul und verlassen das Haus. Anschließend gibt Poul seiner Frau die Tabletten.

## Hintergrund
Der Film wurde in Kerteminde auf Fünen gedreht. Die Dreharbeiten begannen am 18. November 2013 und dauerten sieben Wochen. Am 20. September 2014 erlebte der Film seine Weltpremiere auf dem spanischen Festival Internacional de Cine de San Sebastián, wo er mit zwanzigminütigen Standing Ovations gefeiert wurde. Eine dänische Vorpremiere fand am 31. Oktober 2014 in Kerteminde statt; am 13. November 2014 startete der Film regulär in den dänischen Kinos.
Ab dem 24. März 2016 war der Film auch in den deutschen Kinos zu sehen.
Ein Remake des Films für den englischsprachigen Markt kam 2019 unter dem Titel Blackbird in die Kinos.

## Auszeichnungen und Nominierungen
- Festival Internacional de Cine de San Sebastián 2014
  - Silberne Muschel für die beste Schauspielerin: Paprika Steen
  - Nominierung für die Goldene Muschel für den besten Film: Bille August

- Bodil 2015
  - Bester dänischer Film: Bille August
  - Beste Hauptdarstellerin: Danica Curcic
  - Bester Nebendarsteller: Pilou Asbæk
  - Bestes Drehbuch: Christian Torpe
  - Nominierung in der Kategorie Beste Hauptdarstellerin: Ghita Nørby
  - Nominierung in der Kategorie Beste Hauptdarstellerin: Paprika Steen

- Robert 2015
  - Beste Nebendarstellerin: Danica Curcic
  - Nominierung in der Kategorie Bester dänischer Film: Jesper Morthorst, Bille August
  - Nominierung in der Kategorie Beste Regie: Bille August
  - Nominierung in der Kategorie Bestes Originaldrehbuch: Christian Torpe
  - Nominierung in der Kategorie Bester Hauptdarsteller: Morten Grunwald
  - Nominierung in der Kategorie Beste Hauptdarstellerin: Ghita Nørby
  - Nominierung in der Kategorie Bester Nebendarsteller: Pilou Asbæk
  - Nominierung in der Kategorie Beste Nebendarstellerin: Paprika Steen
  - Nominierung in der Kategorie Beste Kamera: Dirk Brüel
  - Nominierung in der Kategorie Bester Schnitt: Anne Østerud, Janus Billeskov Jansen
  - Nominierung in der Kategorie Beste Filmmusik: Annette Focks
  - Nominierung für den Publikumspreis: Jesper Morthorst, Bille August

- Filmpreis des Nordischen Rates 2015
  - Nominierung für Bille August, Christian Torpe und Jesper Morthorst